# Сан Бартоломео (Л’Аквила)
Сан Бартоломео (итал. San Bartolomeo) је насеље у Италији у округу Л'Аквила, региону Абруцо.
Према процени из 2011. у насељу је живело 55 становника. Насеље се налази на надморској висини од 747 м.